# 高谷秀司
高谷 秀司（たかたに ひでし、1956年8月29日 - ）は、日本の音楽家(ギタリスト・和琴奏者)・作詞家・教育者・臨床心理学博士(サンフランシスコ州立大学)
- 全国大学連合、古典講座【雅の泉】　主宰
- 和と洋の存立を通じて社会貢献を確立している。
- 20,000社以上の詔、奉納祝詞。
- 斬新な手法と繊細かつ大胆な音楽表現は、ヨーロッパ、アメリカを始め世界中の観客を魅了し続けている。また、次世代の教育にも力を注ぎ続ける。
- 東京藝術大学120周年記念「ジャズin藝大」、LAの世界最大の楽器ショーNAMMなどにも出演。人間国宝・山本邦山を迎えた「大吟醸」や、デビット・マシューズとのアルバム「G2 NewYork Recordings[1]」クラッシックJAZZ等ジャンルを問わず幅広く活動。

- 卓越したグルーヴと、繊細でダイナミックな音色は、『宇宙を彷彿とさせる』と定評がある。 日本でのコンサート、奉納演奏の他に、アメリカ、ヨーロッパ、アジアなど 海外でも多数、公演を行い、老若男女問わず虜にするパフォーマンスで人々を魅了し、各地メディアに取り上げられる。日本の“雅”、“人類の真心”を伝え、その繊細かつ大胆な表現で世界中のオーディエンスの納得を得ている。

## 所属
- 神雅氣　ギタリスト・琴奏者
- G2　ギタリスト
- 株式会社メタリライト　顧問取締役
- NPO法人 再チャレンジ東京 いじめ・自殺防止国民運動本部 理事・企画室長
- インド国立ガンジー大学客員研究員
- San Francisco State University Dr.Clinical Psychology
- 認知行動研究所　特別研究員
- 一般社団法人　Bloom Earth共同代表
- 一般社団法人　天子七廟観光協会 名誉理事
- 一般社団法人　徳川エンターテイメント　専務理事
- 一般社団法人　サーキュラーデザイン協会　理事
- 一般社団法人　啐啄同時　代表
- 一般社団法人　春夏秋冬　顧問
- 一般社団法人　日本文化舞台支援機構　相談役
- 株式会社　アートオブライフアルファ　特別顧問
- 株式会社　エモテック・ラボ　顧問
- 戸隠神社　日本書紀　塾頭
- 株式会社　EMI-TAS 和文化伝承ディレクター

## 経歴
- 1956年　大阪、四天王寺に生まれる。
- 1985年　渡米。ラリー・カールトン、デューク・ジョーダンらと共演。
- 1996年　Sky (ソフトウェア会社)株式会社顧問取締役就任。教育担当の責任者として研修展開。
- 1998年　テレビ東京「D-LIVE」のオープニング曲とエンディング曲を作曲・プロデュース。
- 2002年　マサ大家とソウルメイツを結成し、その後ヨーロッパツアーやアメリカツアーを経て、ジャンジャック・ミルトゥー、ポール・ブラウンらと共演。
- 2004年　兵庫県尼崎市で開催されたワールドピースベル設置記念「高谷秀司・木村弓・米良美一ジョイントコンサート」をプロデュース。 そして、同年初めてディズニーランド・クラブ・イクスピアリにて初めて山本邦山と共演。
- 2006年　シドニーオペラハウスで開催された外務省の日豪交流記念「ジャパンフェスティバル」にて、四季をテーマにした組曲「日本の四季」を公演。
- 2006年　人間国宝 山本邦山とのジョイントで、八ヶ岳高原音楽堂 滋賀県民創造館において組曲「日本の四季」を公演。
- 2007年　人間国宝 山本邦山を迎えて大吟醸を結成し、同タイトルのアルバムをリリース。
- 2009年　普門寺本堂『大吟醸』コンサート、文化庁主催大多喜城ドン・ロドリゴコンサート、神楽坂Explosionワンマンライブ
- 2010年　六本木ハイチチャリティコンサート、オーストラリア文化交流ツアー
- 2014年　伝説の和楽器イベント、Japanese Lounge Nightに出演
- 2023年　認知行動研究所　特別研究員を拝命
- 2024年　速水めぐみとAufhebenを結成

## 主な活動
- 日本薬物対策協会 テーマソング制作・イベント出演
- NPO法人 再チャレンジ東京 自殺防止国民運動 テーマソング制作・イベント出演/各小中学校にて特別道徳授業開催
- エイズ防止キャンペーンテーマソング（文化放送ガールズガード・テーマソング）制作・イベント出演
- 詩人・石牟礼道子氏とのコラボレーション
- 詩集『祖さまの草の邑（2014年発売）』全編に楽曲を制作・イベント出演
- 劇団グスタフ戦後70年特別公演「未来をつむぐ」劇中歌
- 演劇集団アトリエッジ 『ぞめきの消えた夏　2016』出演
- ＭＵＳＩＣ　ＢＩＲＤ　ＦＭパワーアップモーニング・サタデー≪古の寿ぎ≫ 第二土曜日放送
- 淑徳大学公開講座『日本の雅を奏でる』非常勤講師
- 『すごい研修50選　2017年版』掲載【古の寿ぎ～日本の雅を奏でる～国登録有形文化財八鶴亭にて定期開催】
- NPO法人　百寿万歳発刊『エール』2019年新春号　特集掲載
- 高谷秀司書き下ろし連載 / 男子専科premium 『旅情の奏で』 / 男子専科STYLE 『ギター紳士の独り言』
- 小川紗綾佳 表紙出演 上総国漫遊記
- 2017年12月発売【スポーツメンタルの科学(洋泉社)】監修
- 2023年　復刻版再販

## 奉納演
- 戸隠神社・善光寺式年大祭 （中社・宝光社）
- 出羽三山神社大祭殿 羽黒山国宝五重塔 金峰神社御本堂　えい琴碑　等
- 国指定天然記念物 玉杉 奉納演奏会

縄文の視点で世界のシビリゼーションの再構築に尽力している。

## 英Biography
Guitarist & Composer
Guitarist, Takatani was born in Osaka 1956, After visited the United States in 1985, He played with Larry Carlton and Duke Jordan. He formed Soul Mates with Masa Oye in 2002. They had been to Europe and America tour, and They played with Jean-Jacques Milteau and Paul Brown. They was acclaimed in performances, “Japan Festival” at Sydney Opera House, “Fete de la Musique” sponsored by French Embassy, “Jazz in Geidai” in Tokyo University of the Arts 120th Anniversary, and so on. Takatani play for “Daiginjyou” with Houzan Yamamoto, Living National Treasure of Japan too. And He play with David Matthews in “G2 New York Recordings”. In January 2010 over the LA, He played in the world's largest musical instrument appeared NAMM. And he has been to Australia to convey Japanese culture tour in May, and named G2us will release “FURUSATO-mother place” in July. Musical expression and fine and delicate approach that continues to attract audiences America and Europe, all over the world.